# Nima Jamali
Nima Jamali, più conosciuto come Nima (Shiraz, 1973), è un cantante iraniano con cittadinanza francese.
Da giovanissimo attira l'attenzione del conservatorio locale, che insiste con la sua famiglia affinché prosegua gli studi di canto. Quindi prende lezioni di musica per 16 anni al conservatorio di Parigi. Nima Jamali vive in California.

## Album
- Booseye Penhoon (1999)
- Saayeh (2003)
- Maryame Paeezi (2005)
- Bebakhshid (2007)
- Del ey del (2012)
- Hayejaan (2016)

## Singoli
- Naaz Pari (2000)
- Dooset Daaram Divooneh (2002)
- Aroos (2003)
- Eshq-e man be saayeh (2003)
- Che Khoobeh (2005)
- Eshq-eh Interneti (2006)
- Mitarsam (2006)
- Man Mikham (2008)
- Hichvaght (2009)
- Az Kodoom (2014)